# 足和田村
足和田村（あしわだむら）は、かつて山梨県郡内地方、南都留郡にあった村。
2003年11月15日、南都留郡河口湖町、勝山村とともに合併して富士河口湖町足和田地区となった。

## 地理
県南部、郡西部に位置。町域中央に富士五湖のひとつ西湖が位置し、東部には河口湖西部（奥河口湖）が属する。青木が原の西湖蝙蝠穴と生息するコウモリ、竜宮洞穴は国の天然記念物。

## 歴史
中世には『吾妻鏡』治承4年（1180年）10月13日条に拠る甲斐源氏の一族が通過した「若彦路」が通り、大石峠から富士北麓を通過し大石に至るルートが考えられている。
生業は明治期まで主用産業であった養蚕をはじめ郡内織の生産が行われていたほか、馬鈴薯やトウモロコシの畑作と、富士山入会地での山稼ぎが行われていた。
また、西湖の水資源も着目され、1913年（大正2年）にはヒメマスが放流され、湖水は河口湖との標高差を利用した発電用水としても用いられた。戦後には観光産業へ移行している。1966年（昭和41年）の台風26号による土石流の発生により根場や西湖において死者96人を出す大きな被害が出た（足和田災害）。根場集落は集団移転したが、跡地には富士河口湖町発足後の2006年に西湖いやしの里根場が開場し、茅葺屋根家屋の屋外博物館として整備された。
1977年に公開された東映映画『恐竜・怪鳥の伝説』では村が撮影に全面協力し、劇中で村の様子が映し出されている。

### 沿革
- 1955年（昭和30年）4月10日 - 西浜村・大嵐村が合併して発足。
- 2003年（平成15年）11月15日 - 河口湖町・勝山村と合併して富士河口湖町が発足。同日足和田村廃止。